# Смъртта може да почака (филм)
„Смъртта може да почака“ (на английски: No Time to Die) е двадесет и петият филм от поредицата за Джеймс Бонд и петият, последен с Даниъл Крейг в ролята на легендарния агент 007.

## Сюжет
Внимание:  Текстът по-долу разкрива сюжета на произведението (или части от него)!
Изминало е известно време от момента, в който Джеймс Бонд арестува най-лошия си враг – Ернст Ставро Блофелд, ръководител на всемогъщата престъпна организация СПЕКТЪР. Агент 007 подава оставка, след като се жени за Мадлен Суон. Докато пътува в Италия, Бонд посещава гроба на Веспер Линд и там е нападнат от агенти на СПЕКТЪР. Подозирайки, че съпругата му по някакъв начин е замесена в това, Бонд прекъсва всички отношения с Мадлен и заминава да живее в Ямайка.
Пет години по-късно от секретната лаборатория МИ-6 е отвлечен ученият Валдо Обручев, който по нареждане на „М“ разработва проект „Херкулес“. Това е биологично оръжие, базирано на наноботи, които заразяват тялото при контакт с кожата. Наноботите могат да бъдат програмирани за ДНК на конкретен човек, тогава те ще бъдат фатални за този човек, но напълно безопасни за техния носител. Агентът на ЦРУ Феликс Лейтър, заедно с колегата си Логан Аш, пристигат в Ямайка и се опитват да убедят Бонд да им помогне, но получават категоричен отказ. Същата вечер Джеймс се среща с агента на МИ-6 Номи, която го е наследил като агент 007. След като получава информация от Номи за проекта „Херкулес“, Бонд се съгласява да помогне на Лейтър.
Джеймс Бонд заминава за Куба, където се среща с агент на ЦРУ на име Палома, който също участва в издирването на Обручев. За да открият учения, Бонд и Палома проникват в събиране на СПЕКТЪР по случай рождения ден на Блофелд. Самият герой на повода е в таен затвор във Великобритания при най-строга охрана, но с изкуствено око може да насочва своите привърженици от разстояние. Блофелд заповядва да се убие Бонд с помощта на наноботи, но вместо това всички агенти на СПЕКТЪР са убити, тъй като Обручев препрограмира наноботите по заповед на Луцифер Сафин. Бонд залавя Обручев и го доставя на кораба на Феликс Лейтър и Аш. Аш се оказва двоен агент, който работи и за Сафин. Аш убива Феликс и взема Обручев заедно с „Херкулес“.
За да влезе по следите на Обручев, Бонд се среща с Блофелд в затвора. В същия затвор Мадлен, съпругата на Бонд, работи като психолог. Много преди срещата Сафин идва при Мадлен и я принуждава да използва парфюм с доза наноботи, за да убие Блофелд. Мадлен се съгласява, защото някога Сафин е спасил живота ѝ и тя му е длъжна. Преди много години Сафин отива в къщата на г-н Уайт, бащата на Мадлен, за да го убие. Не успява да убие Уайт, но убива майката на Мадлен. Младата Мадлен стреля по Сафин, но той оцелява и започва да я преследва. Мадлен се опитва да избяга и пада под леда на замръзнало езеро, но Сафин спасява момичето.
Когато Бонд среща Мадлен в затворническата килия на Блофелд, той я докосва и несъзнателно се заразява с доза наноботи. По време на разпит Блофелд признава на Бонд, че той е устроил засадата при гроба на Веспър, за да изглежда, че Мадлен е предала Бонд. Джеймс изпуска нервите си и се опитва да удуши Блофелд, което активира наноботите, в резултат на което Блофелд умира. След убийството на Блофелд Мадлен изчезва, но Бонд предполага къде може да се крие тя. Той я намира в малка къща на брега на езеро в Норвегия и там агент 007 среща петгодишно момиченце на име Матилда. Това е дъщерята на Мадлен, но тя категорично твърди, че не е негова дъщеря. Мадлен казва на Бонд, че по заповед на Блофелд баща ѝ е убил родителите на Сафин, когато той е бил още дете, което е накарало Сафин да си отмъсти на Блофелд и СПЕКТЪР. Бонд решава незабавно да отведе Мадлен и бебето на по-безопасно място, но внезапно са нападнати от Логан Аш и други привърженици на Сафин. Бонд убива Аш и няколко от бандитите, но Сафин успява да залови Мадлен и Матилда. Той ги отвежда в леговището си.
Бонд, Номи и „Q“ проследяват Сафин до бивша военна база, разположена на остров между Япония и Русия. Бонд и Номи стигат до там и научават, че Сафин е превърнал базата във фабрика за наноботи, където е принудил Обручев да произвежда масово „Херкулес“, за да убие милиони хора по света. Номи убива Обручев, блъскайки го в езерото с наноботи, а Бонд спасява Мадлен и Матилда от плен. Те напускат прокълнатия остров с Номи, докато агент 007 остава отзад, за да отвори неразрушимите врати на подземните камери. Ако тези врати са затворени, ракетите няма да могат да унищожат фабриката за наноботи. Бонд убива оцелелите привърженици на Сафин и се бие с него. Сафин сериозно наранява Бонд и го заразява с наноботи, програмирани да убият Мадлен и Матилда. Сега агент 007 никога няма да може да ги докосне, тъй като всяко докосване означава смърт. Бонд убива Сафин и отваря вратите на бункера. Разговаряйки по радиото с Мадлен, Джеймс казва, че я обича и я моли да живее без него. Мадлен потвърждава, че Матилда е дъщеря на Бонд. Ракетите, изстреляни от британски военен кораб, достигат целта си и „фабриката на смъртта“ на Луцифер Сафин, заедно с неподвижния Джеймс Бонд, изчезват в огнен вихър от ужасни експлозии…

## Актьорски състав
| Актьор          | Роля                                                                                           |
| --------------- | ---------------------------------------------------------------------------------------------- |
| Даниъл Крейг    | Джеймс Бонд                                                                                    |
| Леа Седу        | Мадлин Суон, психоложка, съпруга на Джеймс Бонд                                                |
| Рами Малек      | Луцифер Сафин, лидер на терористите, основният противник едновременно на СПЕКТЪР и Джеймс Бонд |
| Лашана Линч     | Номи, нов агент „007“ на МИ-6                                                                  |
| Ралф Файнс      | Гарет Малъри, „М“, шеф на МИ-6                                                                 |
| Наоми Харис     | Ив Мънипени, секретарка на „М“                                                                 |
| Рори Киниър     | Бил Танер, заместник на „М“                                                                    |
| Бен Уишоу       | „Q“, началник на техническия отдел на МИ-6                                                     |
| Джефри Райт     | Феликс Лейтър, агент на ЦРУ                                                                    |
| Кристоф Валц    | Франц Оберхаузер / Ернст Ставро Блофелд, лидер на СПЕКТЪР                                      |
| Ана де Армас    | Палома, агент на ЦРУ, подпомагащ Джеймс Бонд                                                   |
| Били Магнусен   | Логан Аш, агент на ЦРУ                                                                         |
| Дейвид Денсик   | Валдо Обручев, учен, чието изчезване се разследва от Джеймс Бонд                               |
| Дали Бенссала   | Примо, войник и противник на Джеймс Бонд                                                       |
| Лиза-Дора Сонет | Матилда, петгодишната дъщеря на Мадлен                                                         |

## Музика на филма
През юли 2019 г. композиторът Дан Ромер е избран от режисьора Кери Джоджи Фукунага, за да създаде саундтрака към новия филм за Джеймс Бонд. По-рано Ромер и Фукунага плодотворно си сътрудничат при създаването на филма „Beast of No Nation“ и сериала „Маниак“. Още през ноември 2019 г. Дан Ромер напуска филма поради творчески разногласия с режисьора, а известният Ханс Цимер поема поста му през януари 2020 година. Това е първият път в историята на „бондиана“, когато композиторът е заменен по време на постпродукцията. Музикалният албум „No Time to Die“ е готов от март 2020 г., но поради отлагането на филма излизането на албума също е отложено за ноември 2020 г.
Главната песен „No Time to Die“ в новия филм на „бондиана“ е изпълнена от американската певица Били Айлиш, а нейният брат Финес О'Конъл е съавтор и музикален продуцент на песента. На осемнадесет години Айлиш става най-младият изпълнител, записал главната песен във филмите за Джеймс Бонд.
Музиката към филма получава наградата Оскар.

## Интересни факти
- Френската актриса Леа Седу играе „девойка на Бонд“ в два филма подред и ако в предишния филм „Спектър“ играе „просто девойка“, сега тя е съпруга на агент 007. Преди това само английската актриса Юнис Гейсън, изиграла ролята на Силвия Тренч, е „девойка на Бонд“ в два филма подред – „Доктор Но“ и „От Русия с любов“.
- Американският актьор Джефри Райт става първият актьор на „бондиана“, който изиграва ролята на Феликс Лейтър в три филма.
- В многобройни интервюта Даниъл Крейг заявява, че филмът „Смъртта може да почака“ ще бъде последният му в ролята на Джеймс Бонд.
- Заснемането се провежда в град Матера (Италия), в Ямайка, в Норвегия и Великобритания, както и в „Pinewood Studios“. По време на снимките на експлозията в „Pinewood Studios“ външната част на снимачния павилион е повредена, а един член на екипажа е леко ранен.
- Фирма „Aston Martin“ потвърждава, че във филма ще участват Aston Martin V8 Vantage (издание от 1977 г.), класическият модел DB5 и суперколата Valhalla.
- През юли 2019 г. заснемането се провежда във високопланински район в Шотландия – в националния парк Cairngorms, включително в град Авиморе, разположен на нейна територия, и имението Ардевики. На паркинга на Авимор е построен временен хотел от контейнери за настаняване на 300 души от екипа на филма.
- Поради отлагането на премиерната дата на филма MGM, която изцяло финансира филма, губи, според „The Hollywood Reporter“, между 30 и 50 милиона долара.
- Даниел Крейг лично препоръчва кубинската актриса Ана де Армас за ролята на агент Палома, тъй като преди това е работил добре с нея във „Вади ножовете“.
- Това е първият филм за приключенията на Джеймс Бонд, заснет с IMAX камера. Предишните филми за Бонд са преобразувани във формат IMAX чрез увеличаване на мащаба. Освен това филмът е заснет едновременно с 65-мм камера Panavision.
- Това е най-скъпият филм за „бондиана“ с бюджет от около 250 милиона долара и най-дългият (163 минути) филм за приключенията на Бонд.
- Типът маска, който Сафин използва във филма, е известен като японската маска „Но“. Изрязва се от кипарис и след това се оцветява с естествени багрила.
- В коридора на офиса на МИ-6 може да се видят портрети на предишните лидери на тази организация, изиграни от актьорите Джуди Денч, Робърт Браун и Бърнард Ли.
- Това е първият и засега единствен филм за „бондиана“, в който Джеймс Бонд става баща.
- Пасажът, който „M“ чете в края на филма, е написан от Джак Лондон. Същият този цитат се появява дословно заедно с некролога на Джеймс Бонд в „Човек живее само два пъти“ на Иън Флеминг.
- На световната премиера, която се състои на 28 септември 2021 г. в Албърт Хол, присъстват членове на британското кралско семейство: принц Чарлз и Камила Паркър Боулс, както и принц Уилям и Кейт Мидълтън.
- Даниел Крейг получава звезда на Алеята на славата в Холивуд два дни преди официалната премиера на филма в САЩ.
- Преди да бъде поканена да участва в този филм, актрисата Лашана Линч не е гледала нито един филм за Бонд. Но когато официално получава ролята на агент на МИ-6, тя изглежда всичките 24 предишни филма за „бондиана“.
- За заснемане на сцените с преследване на автомобили и мотоциклети в Матера (Италия), 31 797 литра Coca-Cola са изляти по някои улици на града. Когато напитката изсъхне, всяка повърхност става лепкава, така че мотоциклети и велосипеди, участващи в каскадьорските кадри, не се плъзгат.
- Марката и моделът на платноходката, с която Джеймс Бонд плава в Ямайка, е Spirit 46. Тази ветроходна яхта е способна да развива скорост до 18 възела и е построена по поръчка в Ипсуич (Съфолк, Великобритания).
- От момента на първите кадри на филма до появата на първите титри и началото на „главната песен“ минават приблизително 24 минути. Това е абсолютен рекорд във филмите за Джеймс Бонд.
- Двете котки на „Q“ в този филм са египетски сфинкс без косми. Котка от абсолютно същата порода е в Доктор Зло от филмите за приключенията на Остин Пауърс, които са пародия на „бондиана“.
- В филма е представена реплика на истинското бюро на Иън Флеминг, което може да се види в ъгъла на спалнята на Бонд в Ямайка. Оригиналното бюро на писателя е в Ямайка във вилата на Флеминг в курорта „Goldeneye“ в Оракабес.
- Военният кораб, чиито ракети унищожават острова на главния злодей Сафин, е изобразен като кораба от Британския кралски флот HMS Dragon.